# Вестоносец (вестник)
„Вестоносец“ е арменски информационен хумористичен седмичен вестник в Пловдив.
Издадени са четири броя на вестника в периода 3 – 25 август 1930 г. Отговорен редактор и собственик е Хачик А. Минасян. Отпечатва се в печатницата на К. Мардиросян. Публикуват се статии и съобщения из местния живот.